# Вдовин, Иван Матвеевич
Иван Матвеевич Вдовин (8 (20) сентября 1864, деревня Бухолово, Московская губерния — после 1929) — русский поэт и публицист, самоучка.

## Биография
Сын крестьянина, волостного старшины. Провёл год в земской школе (1875—1876), стал помощником волостного писаря, с 16 лет — волостным писарем. Дебютировал в печати статьёй «Несколько слов по вопросу об улучшении сельского состояния» в газете И. С. Аксакова «Русь» (1881). Переехал в 1889 в Москву, работал старшим конторщиком на фабрике обойных тканей; стал её управляющим. В 1901 был уволен за распространение среди рабочих старообрядческих идей. Прожив несколько лет на родине, обосновался в Санкт-Петербурге.

## Литературная деятельность
В дебютной статье (1881) выражал патриархально-славянофильские взгляды. Печатался в газетах «Свет», «Новости дня», в журналах «Звезда», «Детская помощь», «Детское чтение», «Детский отдых», «Наблюдатель», в сборнике «Каждый для себя и немногих» (Самара, 1885). Книга «Для детей. Стихотворения» вышла в 1890 в Москве. Стихи о тяжёлой доле простого человека помещались в коллективных сборниках «Родные звуки» (вып. 1—2, Москва, 1889—1891) и в периодике 1890-х годов.
Писал также очерки и статьи по вопросам улучшения быта и труда крестьян и рабочих, статьи на религиозные темы. С начала 1900-х годов выступал в печати всё реже и затем, по-видимому, прекратил литературную деятельность.